# Kyle Dean Massey
Kyle Dean Massey (* 17. November 1981 in Jonesboro, Arkansas) ist ein US-amerikanischer Filmschauspieler und Sänger.

## Leben
Massey wuchs in Jonesboro auf. Sein Vater ist Wirtschaftsprüfer, seine Mutter Lehrerin. Kyle Dean Massey besuchte eine katholische Grundschule. Er trat 2007 erstmals der nordamerikanischen Tour-Produktion von Wicked bei, als Teil des Ensembles und der Zweitbesetzung für die Hauptrolle von Fiyero, bevor er zur Broadway-Produktion wechselte.
Besondere Bekanntheit erlangte er für seine Auftritte in der Serie Good Wife und dem Film Sex and the City 2. Der US-Amerikaner selbst ist homosexuell. Am 1. Oktober 2016 heiratete er seinen Schauspielkollegen Taylor Frey. Das Paar lebt derzeit in West Hollywood.

## Filmografie (Auswahl)
- 2009: Cupid (Fernsehserie, 1 Folge)
- 2010: Sex and the City 2
- 2012: Up All Night (Fernsehserie, 1 Folge)
- 2012: Hart of Dixie (Fernsehserie, 1 Folge)
- 2012: Pzazz 101 (Fernsehserie, 1 Folge)
- 2012: Good Wife (Fernsehserie, 1 Folge)
- 2013: It Could Be Worse (Fernsehserie, 2 Folgen)
- 2013: Inside Amy Schumer (Fernsehserie, 1 Folge)
- 2013: Contest
- 2014: High Maintenance (Fernsehserie, 1 Folge)
- 2012–2016: Peter Hase (Peter Rabbit)
- 2015–2017: Nashville (Fernsehserie, 14 Folgen)
- 2017: After Party
- 2017: Sunny Day (Fernsehserie, 1 Folge)
- 2018: The Dangerous Book for Boys - Das einzig wahre Handbuch für Väter und ihre Söhne (Fernsehserie, 1 Folge)
- 2019: A Merry Christmas Match